# Сермерьё
Сермерьё (фр. Sermérieu) — коммуна во Франции, находится в регионе Рона — Альпы. Департамент коммуны — Изер. Входит в состав кантона Морстель. Округ коммуны — Ла-Тур-дю-Пен.
Код INSEE коммуны — 38483. Население коммуны на 2016 год составляло 1657 человек. Населённый пункт находится на высоте от 223 до 385 метров над уровнем моря. Муниципалитет расположен примерно в 430 км к юго-востоку от Парижа, в 50 км к востоку от Лиона, в 60 км к северо-западу от Гренобля. Мэр коммуны — Alexandre Bolleau, мандат действует на протяжении 2014—2020 гг.
Динамика населения (INSEE):